# Săcădat, Mureș
Săcădat (în maghiară Szakadát) este o localitate componentă a orașului Sovata din județul Mureș, Transilvania, România.

## Imagini

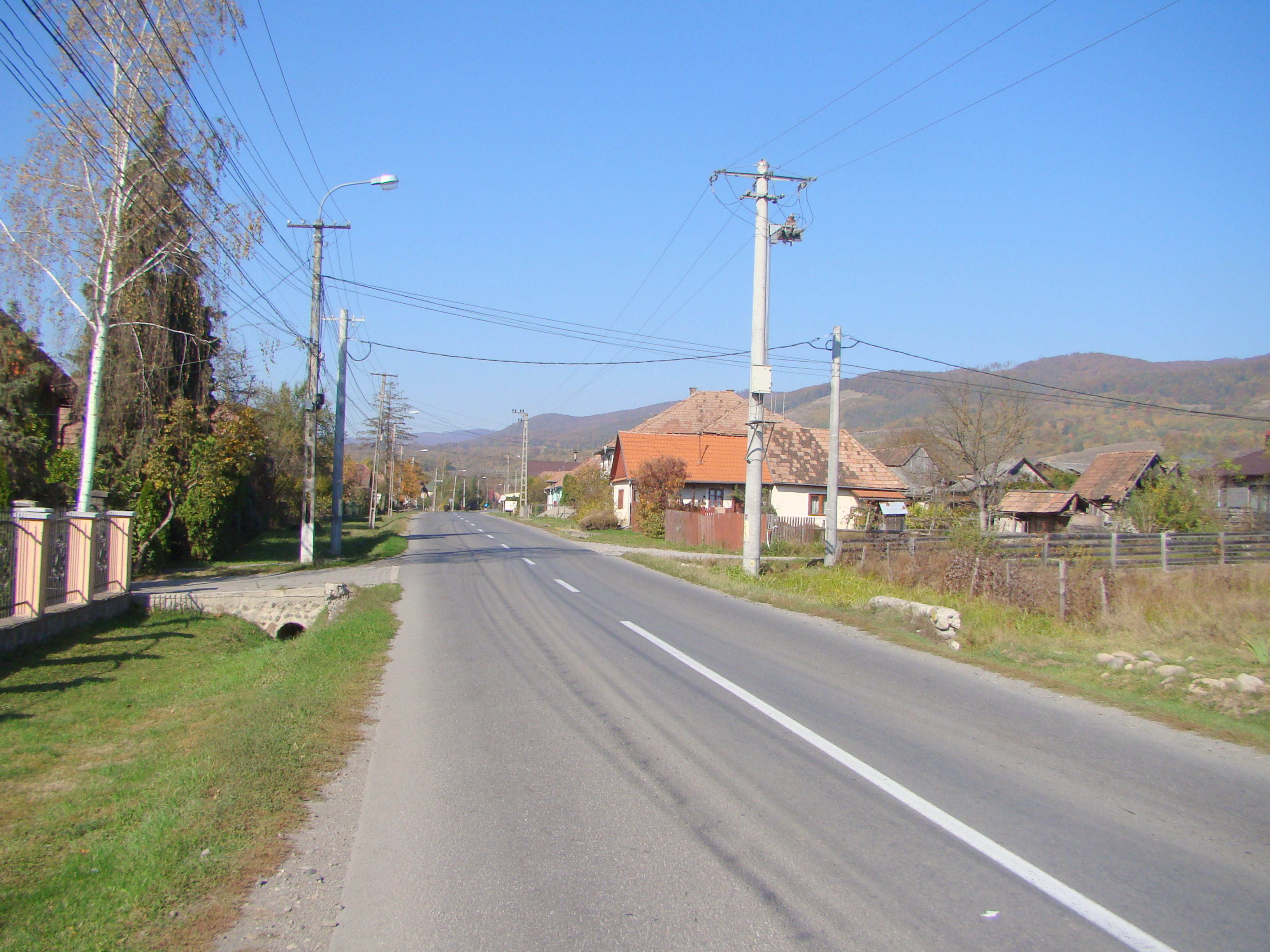
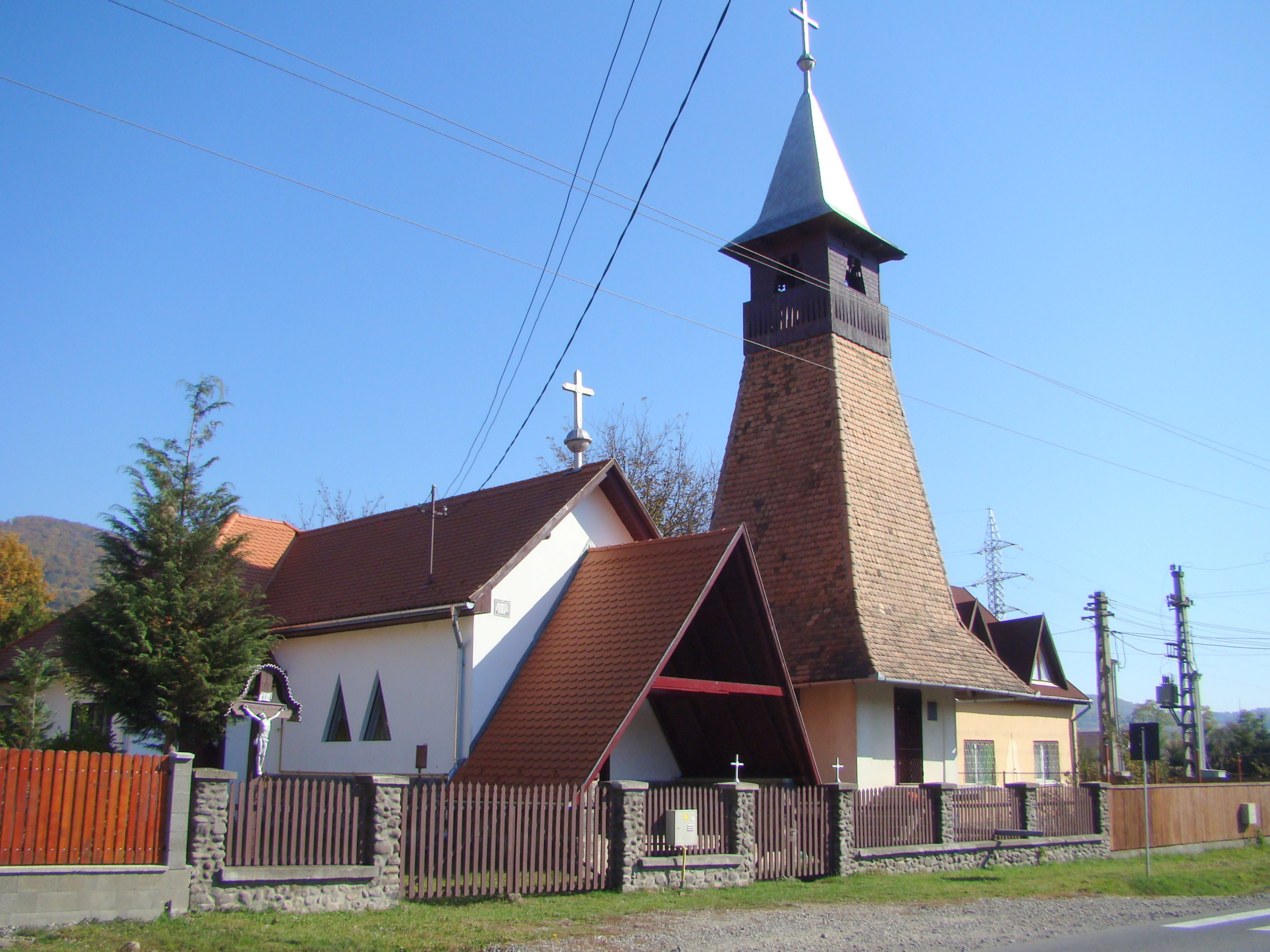
Biserica romano-catolică
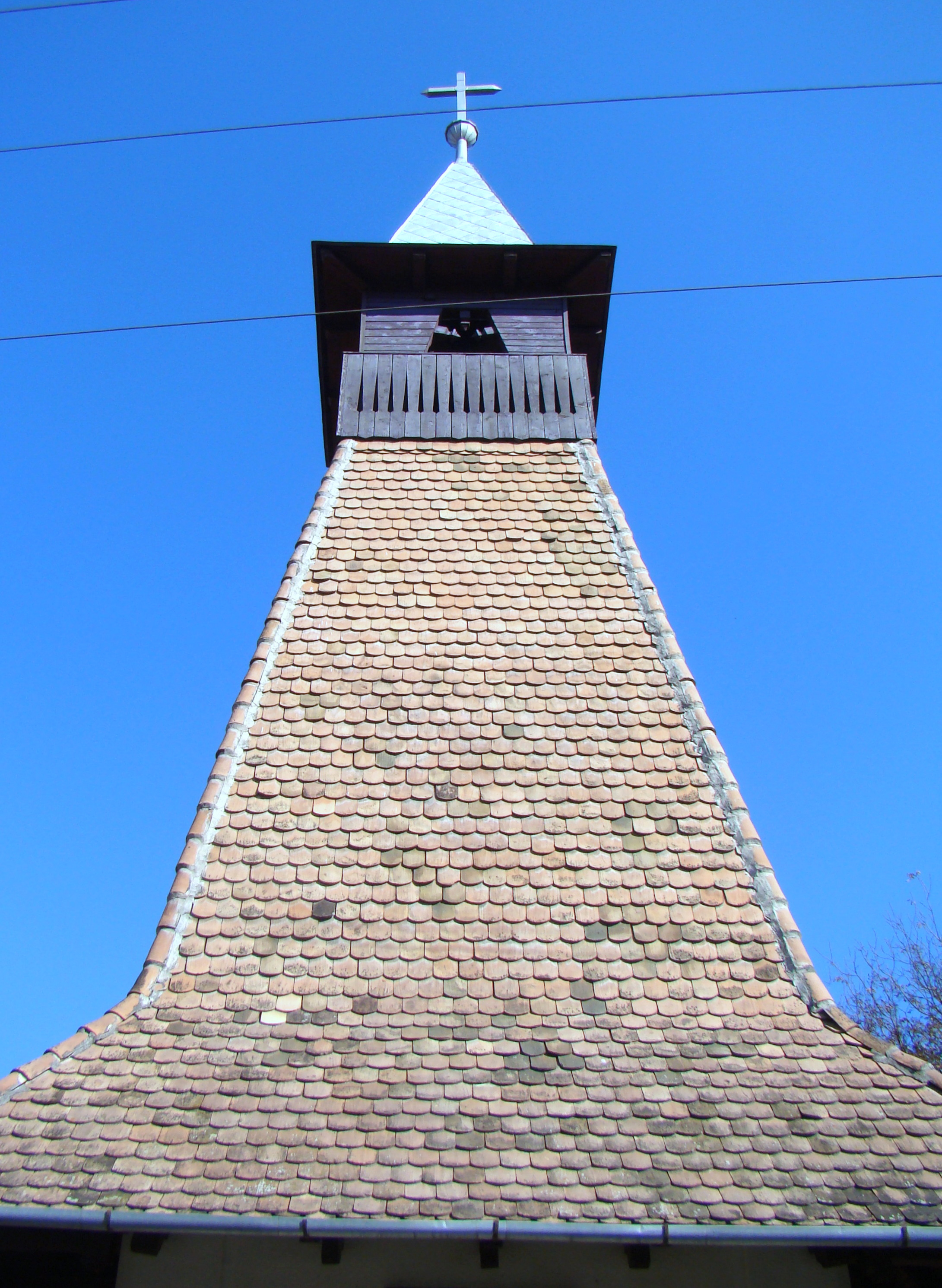
Clopotnița
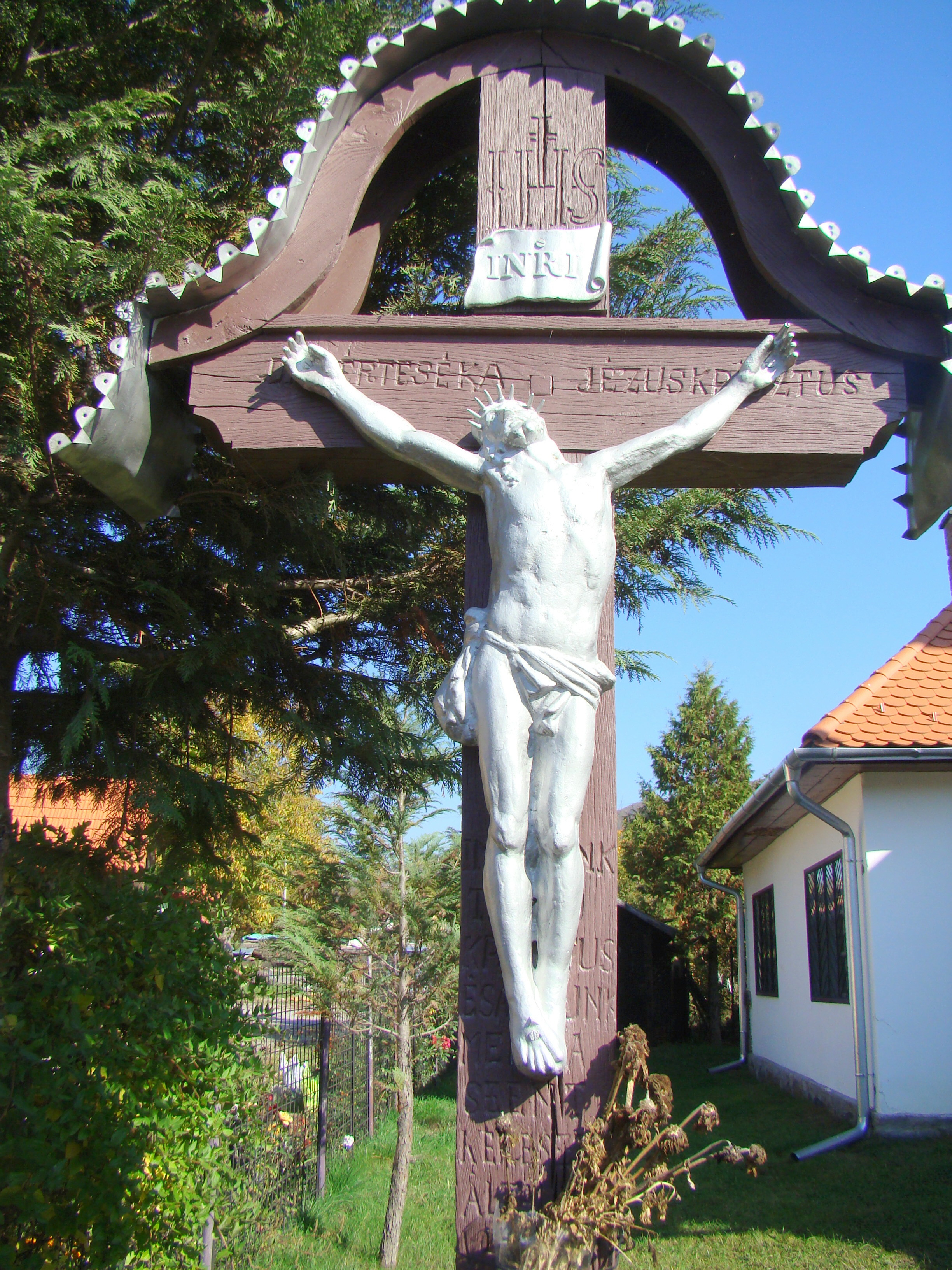
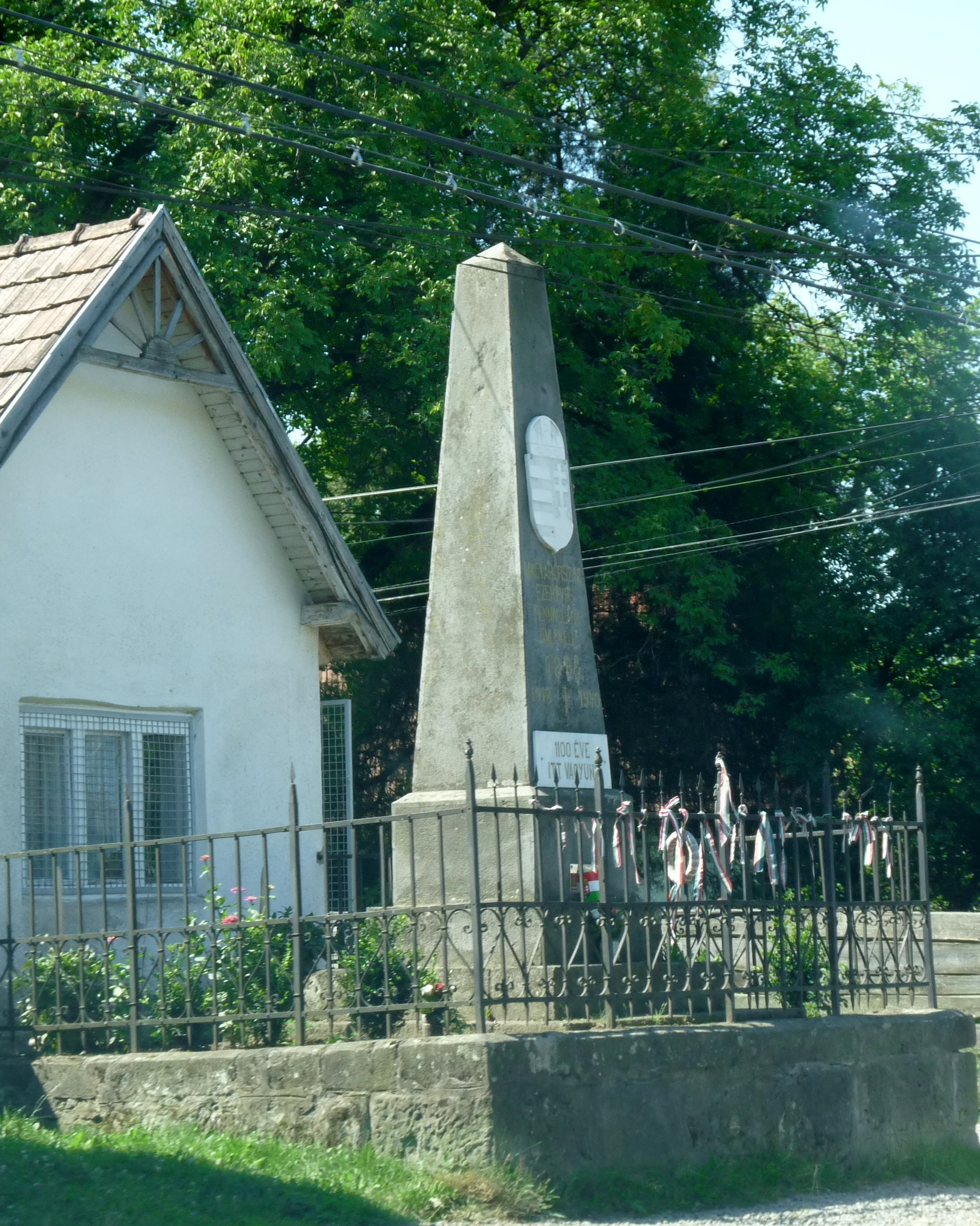
Monument